# Dulce
Dulce na horním toku Sali (španělsky Río Dulce) je řeka v Jižní Americe na severozápadě Argentiny (provincie Salta, Tucumán, Santiago del Estero, Córdoba). Je přibližně 650 km dlouhá.

## Průběh toku
Pramení pod názvem Sali v Andách v masívu Sierra del Aconquija. Teče na jih přes suché roviny Gran Chaca, kde se často větví na ramena. Ústí do jezera Mar Chiquita.

## Vodní stav
Průměrný průtok vody v místě, kde opouští hory činí přibližně 80 m³/s a níže po proudu klesá v důsledku odběru vody na zavlažování. Nejvyšší je v létě a nejnižší v zimě.

## Využití
Využívá se na zavlažování. Leží na ní město Santiago del Estero.